# Ian Charleson
Ian Charleson (Edinburgh, 11 augustus 1949 – Londen, 6 januari 1990) was een Schots acteur, naar wie de Ian Charleson Award is vernoemd.
Charleson groeide op in Edinburgh. Hij volgde onderwijs aan de Royal High School en de Universiteit van Edinburgh. Aanvankelijk studeerde hij architectuur, maar hij wisselde van opleiding toen hij belangstelling voor acteren kreeg.
Na te zijn afgestudeerd aan Edinburgh won Charleson een plaats aan de London Academy of Music and Dramatic Art (LAMDA). Hier begon zijn acteercarrière. Hij maakte zijn debuut in de film Jubilee uit 1977.
Charlesons bekendste rol was die van de atleet Eric Liddell in de film Chariots of Fire (1981). Andere noemenswaardige filmrollen waren Gandhi (1982), en Dario Argento's horrorklassieker Opera.
Charleson overleed op 40-jarige leeftijd aan de gevolgen van aids. Hij had toen net een rol gekregen in Richard Eyres productie van Hamlet in het Olivier Theatre.
In 1991 werd als eerbetoon aan hem de Ian Charleson Award ingevoerd, welke jaarlijks wordt uitgereikt aan de beste klassieke toneeloptredens van Britse acteurs.